# Draischbrunnen

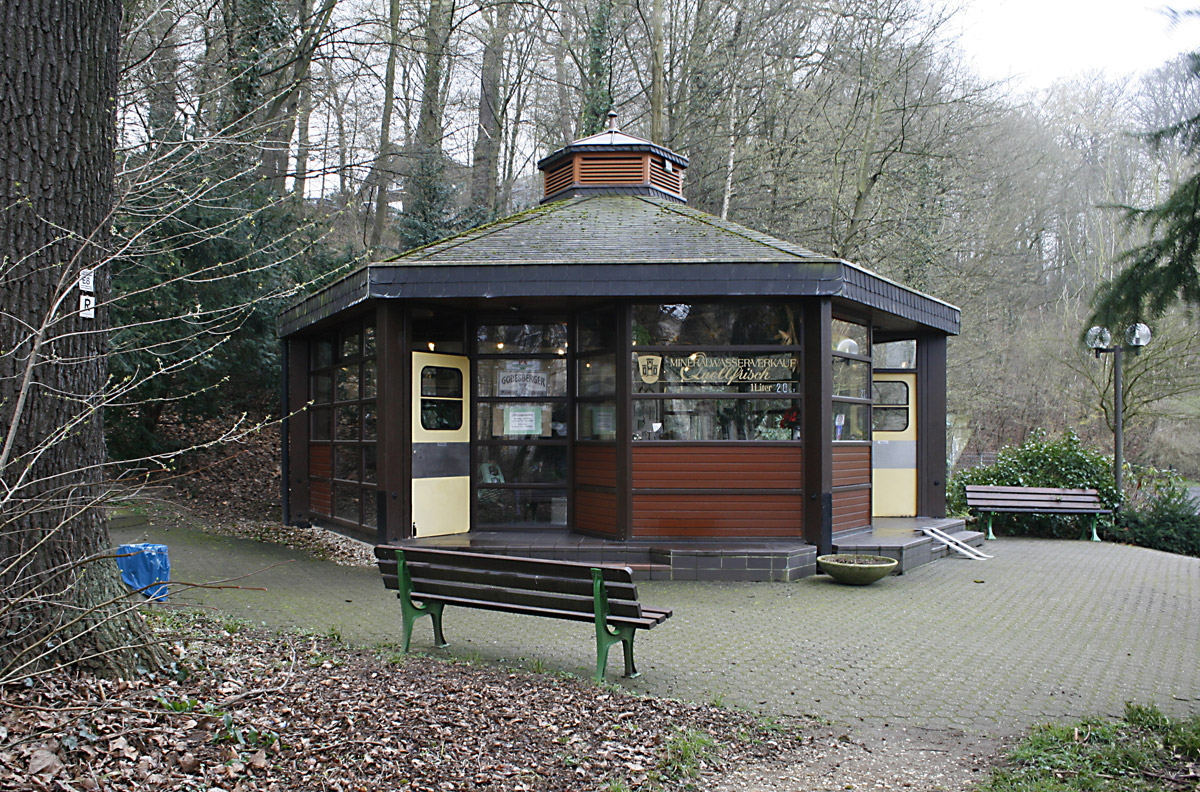
Der Brunnenausschank im Pavillon aus dem Jahr 1977

Der Draisch- oder Draitschbrunnen ist ein Brunnen im Bonner Stadtbezirk Bad Godesberg.

## Geschichte

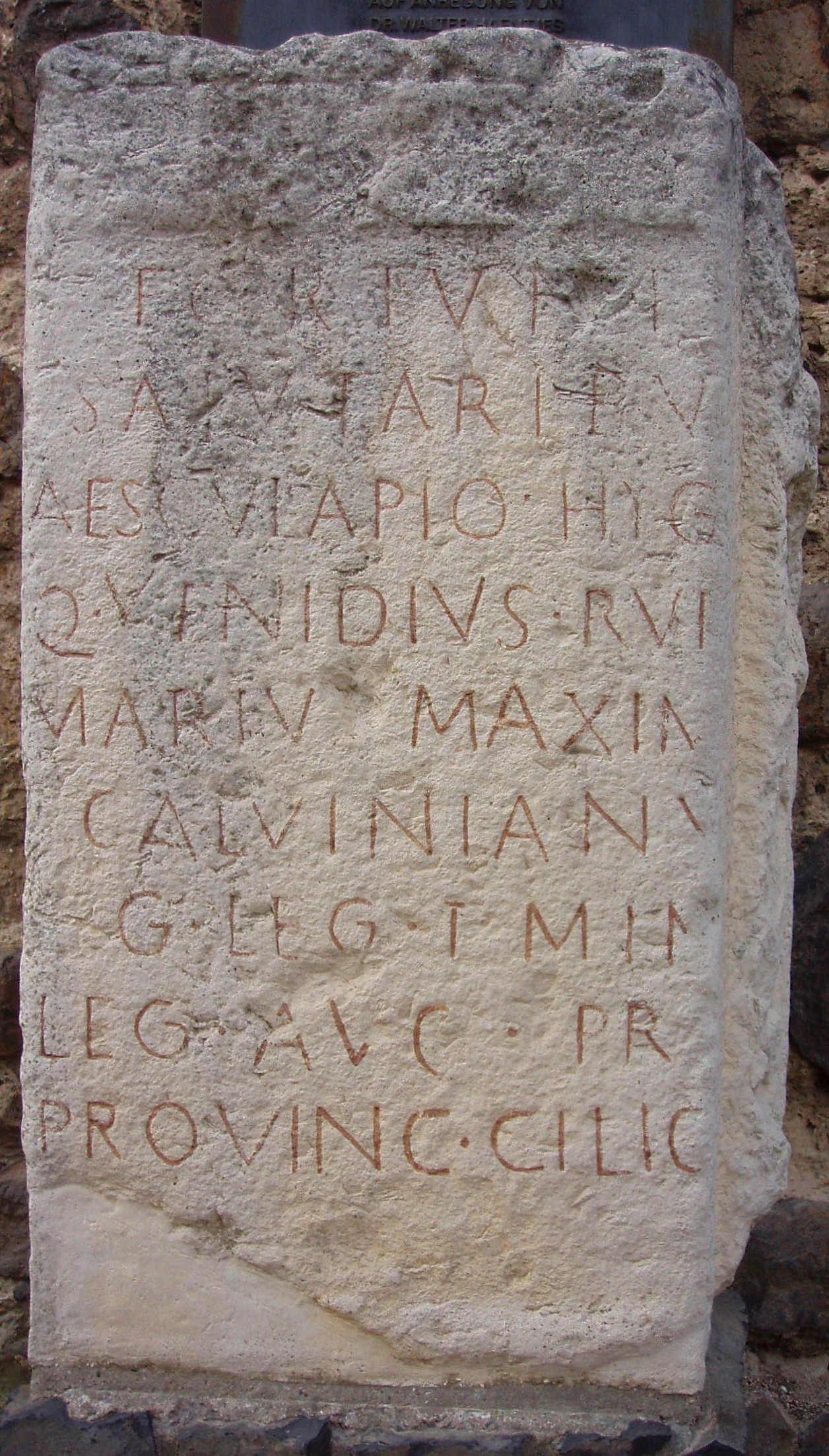
Kopie des Äskulapsteins auf der Godesburg

Über die Geschichte des Brunnens berichtete der Godesberger Arzt F. J. Schwann im Jahr 1865, er sei schon in römischer Zeit genutzt worden. Als Beweis zog er den Äskulapstein von der Godesburg heran, den um das Jahr 198 n. Chr. ein römischer Legatus stiftete und der im 16. Jahrhundert wiedergefunden wurde. Der Fundort dieses Steines und seine Fundumstände sind allerdings etwas umstritten.

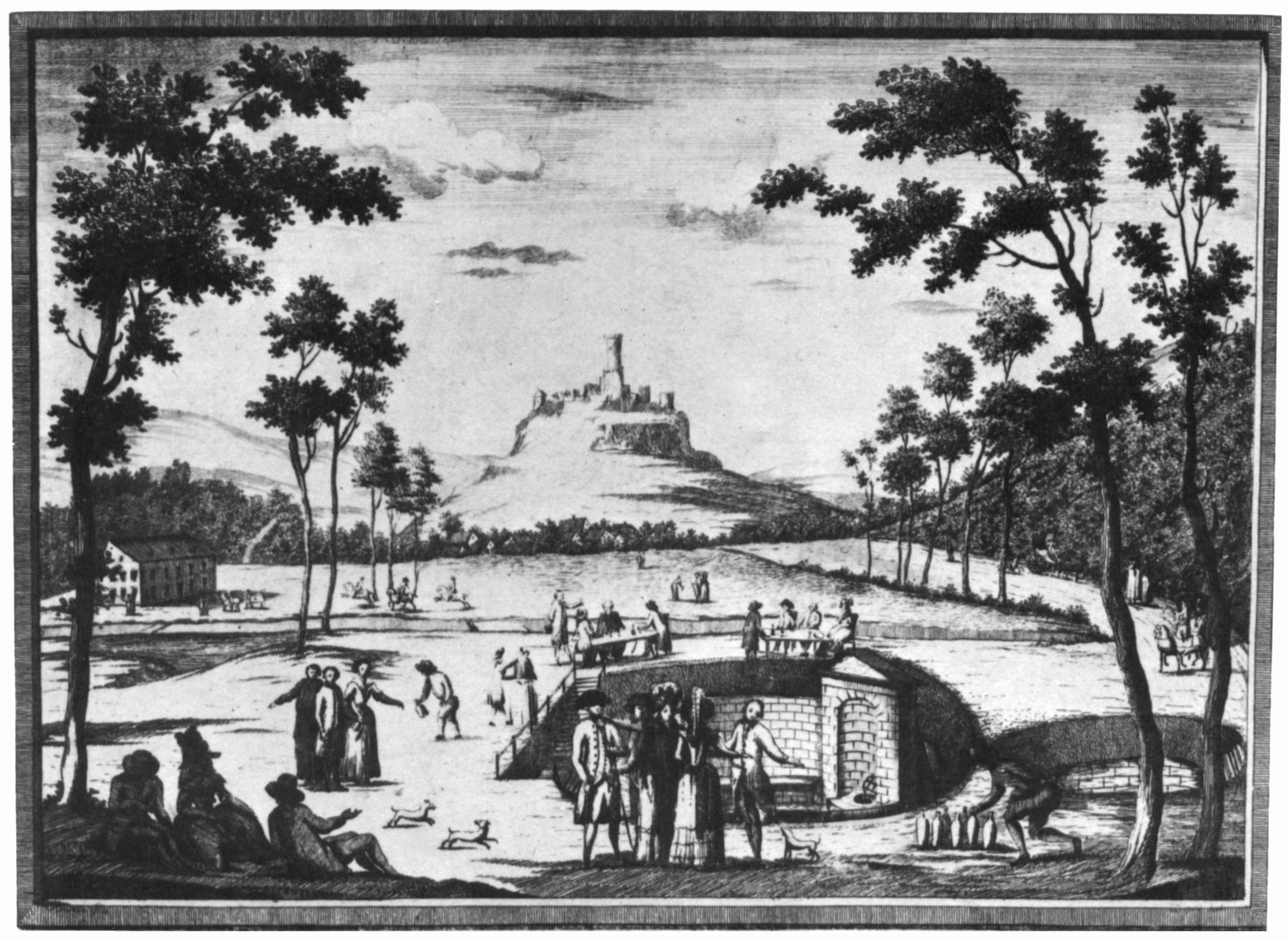
Der Draischbrunnen im Jahr 1784; Kupferstich von Charles Dupuis nach einer Zeichnung von Jakob Rousseau

Um die Mitte des 18. Jahrhunderts wurde Kurfürst Clemens August auf den Brunnen aufmerksam. Er ließ Sachverständige aus Spa kommen, die die verschiedenen Quellen, aus denen er offenbar gespeist wurde, untersuchen sollten, und eine hölzerne Einfassung errichten. Nachdem die Fremden jedoch in Verdacht geraten waren, dem Brunnen „wilde Wasser“ zuzuführen, wurden sie wieder fortgeschickt. Bald nach diesen ersten Untersuchungen verstarb der Kurfürst. Um 1789 wurde der Bonner Chemiker Ferdinand Wurzer auf den Brunnen aufmerksam gemacht und leitete neue Untersuchungen ein. Kurfürst Maximilian Franz erhob, nachdem die Ergebnisse günstig lauteten, Godesberg zum Kurort. Er ließ die Quelle fassen und die erforderlichen Gebäude und Einrichtungen anlegen, nachdem er das Terrain rings um den Brunnen käuflich erworben hatte. Wurzers Untersuchungen hatten 14 Quellen ergeben, die zusammen den sogenannten alten Brunnen ausmachten. Nachdem man allerdings versucht hatte, den Brunnen durch eine extrem hohe Fassung besonders nutzbar zu machen, versiegte er.
Daraufhin wurden schleunigst Grabungen in der Umgebung angestellt, bei denen auch zwei weitere Quellen gefunden wurden. Sie wurden zusammengefasst und bildeten nun den neuen Draischbrunnen. Der Brunnen samt Kurort kam zu einigem Ansehen, doch nach dem Einfall des französischen Revolutionsheers und der Flucht des Kurfürsten im Jahr 1794 hatte der Betrieb zunächst wieder ein Ende. Die Gäste der neuen Zeit hatten, so Schwann, weniger ein Bedürfnis, „im grünen Saale der Draisch ihre Gesundheit wieder zu finden oder die geschwächte zu stärken,“ sondern sie gehorchten „vielmehr dem Triebe, am grünen Tische der Redoute die Leidenschaften des Spieles zu befriedigen“. Erst 1818, nachdem nach der Gründung der Universität in Bonn das Glücksspiel in Godesberg abgeschafft worden war, stieß der Brunnen wieder auf größeres Interesse; es verging aber noch einige Zeit, bis er 1830 eine neue Fassung und ein „völlig geschmackloses, auf eisernen Stangen ruhendes Zinkdach“ erhielt. Indes war die Qualität des Wassers nach der Ersatzbohrung nicht mit der früheren zu vergleichen, und auch sonst geschah wenig, um die Kurgäste anzuziehen und zu unterhalten. In der Balneologischen Zeitung wurde 1856 beklagt: „Von Bällen ist hier nie, von Concerten selten die Rede. Den sinnigen Naturfreund muss für alle lauten Vergnügungen der Reiz der Landschaft entschädigen. Ich unterlasse es, Ihnen dieselben  zu schildern. Die Quelle wieder nutzbar zu machen, hatte der Herr Bürgermeister, Freiherr von Buggenhagen, ernstlich beabsichtigt [...] Auf die Anfrage, ob nicht durch neue und tiefere Fassung der Quelle dem Wasser die frühere Kraft wiedergegeben werden könne, soll [...] die Antwort erfolgt sein, der Fels, aus dem der Quell stamme, sei so vielfach zerklüftet, dass auf kein günstiges Resultat [...] gerechnet werden könne.“
1864 erwarb die Gemeinde Godesberg unter ihrem Bürgermeister Carl August von Groote Brunnen und Gelände von der königlichen Regierung. Man bemühte sich, nun endlich Klarheit über die verschiedenen Quellen, die in dem Brunnen zusammenflossen, zu gewinnen, und grub das gesamte Gelände zwischen dem alten und dem neuen Draischbrunnen bis auf die darunterliegende Tonschieferschicht auf. Es ergab sich, dass in größerer Tiefe das Wasser reicher an Eisen und Salz war, woraufhin man eine Bohrung bis in eine Tiefe von 93 Fuß unter der bisherigen Brunnensohle vorantrieb. Diese selbst hatte etwa 18 Fuß unter dem Umgebungsniveau gelegen. Man nahm an, dass die gute Qualität des Wassers nicht nur dieser Tonschieferschicht, sondern auch den darüberliegenden Grauwackenschichten mit und ohne Basalteinschlüsse und schließlich dem vulkanischen Gestein und den Basaltlagern der Umgebung, etwa des Gudenauer Tales, zu verdanken waren. Das stark kohlensäurehaltige Wasser wurde für heilsam bei den verschiedensten Übeln erachtet und als einzigartig in Deutschland angesehen: „Das Mineralwasser ist also Mittelglied zwischen alkalischen und muriastischen Eisensäuerlingen, wie Deutschland kein zweites hat“, stellte Georg Ludwig Ditterich 1867 fest.
Als die Nutzung wieder zunahm, wurde eine Leitung zum Stadtpark verlegt, der 1890 angelegt worden war. Dort konnte das Wasser in einem Quellentempel getrunken werden. Godesberg entwickelte sich, auch durch den Export des Draischbrunnenwassers, zu einem der renommiertesten Kurorte vor dem Ersten Weltkrieg. 1926 wurde Godesberg zum Bad, 1935 zur Stadt. Nach dem Zweiten Weltkrieg wurde der Badebetrieb wieder aufgenommen, florierte jedoch nicht mehr und kam schließlich ganz zum Erliegen. Das Mineralwasser wurde jedoch weiterhin erfolgreich verkauft; 1962 wurde mit der Kurfürstenquelle eine weitere Quelle in Bad Godesberg erbohrt. 1970 wurde eine Trinkhalle errichtet, in der das Wasser der Kurfürstenquelle ausgeschenkt wird, 1977 kam ein Pavillon an der Brunnenallee hinzu, in dem beide Mineralwässer zu bekommen sind.